# Митчелл, Ханна
Ханна Митчелл (англ. Hannah Mitchell, 11 февраля 1872, Хоуп Вудлендс — 22 октября 1956, Манчестер) — английская суфражистка и социалистка. Посвятила многие годы своей жизни участию в социалистическом движении, участвуя в деятельности организаций, связанных с избирательным правом для женщин, восстановлением мира и прекращением военных действий. После Первой мировой войны была избрана в городской совет Манчестера и работала судьёй, а затем вошла в штаб лидера Независимой рабочей партии Кейра Харди.

## Биография

### Ранние годы

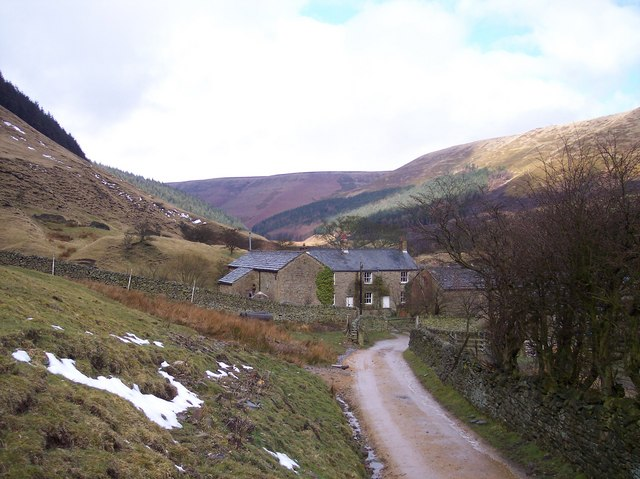
Родина Митчелл на ферме в Альпорт Кастлс

Ханна Уэбстер родилась 11 февраля 1872 года в семье Бенджамина и Энн Уэбстер в фермерском доме, получившем название в честь замков Альпорт в Хоуп-Вудлендс, в графстве Дербишир Пик-Дистрикт. Она стала четвертой из шести детей. Её мать была вспыльчива, особенно по отношению к младшим детям: Ханне, Саре и Бенджамину. Ханне не позволили получить начальное образование, хотя её отец, обладавший мягкими манерами, научил её читать. Вместо того, чтобы получить образование, Ханне пришлось остаться дома, выполняя домашние обязанности вместе с матерью, с которой она не ладила. Её возмущало, что всё, чего от неё ждут, ограничивается заботой об отце и братьях.
С юношества Митчелл остро осознавала гендерное неравенство в сфере домашнего хозяйства. Она наблюдала за ранними браками окружающих её девушек с «фермерскими парнями», чтобы избежать появления внебрачных детей, и стремилась избежать этой участи. Позже она писала в своей автобиографии, что её мать была жестокой женщиной, которая иногда заставляла своих детей спать в сарае. Когда ей было 13 лет, она стала ученицей портнихи, чтобы заработать дополнительные деньги для своей обедневшей семьи. В Глоссопе её хозяйкой была пожилая швея Мисс Браун. Митчелл писала, что её отношение разительно отличалось от материнского, она учила мягко, внушая «что работа также может быть удовольствием».
Спустя год, после ссоры с матерью, она покинула дом и переехала жить к своему брату Уильяму и его семье в Глоссоп, а в девятнадцать лет переехала в Болтон, Ланкашир, где нашла работу портнихи, «зарабатывающей десять шиллингов в неделю» и домашней прислуги.

### Замужество и социализм
В Болтоне Митчелл начала совершенствовать своё образование, первоначально намереваясь стать учительницей. Одно время она вела домашнее хозяйство у школьного учителя, который позволял ей брать у него книги. Также она активно включилась в социалистическое движение и выступала в свободное от работы время и в выходные каждую неделю для работников магазинов, рассказывая об условиях труда женщин в швейной промышленности. В частности, Митчелл отмечала плохую оплату, штрафы и требования строгого молчания, навязанные «тонкогубой строптивой женщиной».
Митчелл также посещала Лейбористскую Церковь. Сильное влияние на её взгляды оказала газета Роберта Блэтчфорда «Кларион». На одной из встреч, где она присутствовала, она услышала речь Катарины Гласье.
В доме, где она жила, она познакомилась с портным по имени Гиббон Митчелл, и оба они были знакомыми Ричарда Панкхёрста, разделяя его интерес к защите района Киндер-скаут. Несмотря на то, что она испытывала настороженность к брачным отношениям, основываясь на наблюдениях за членами своей семьи, молодые люди стремились к совместному проживанию и свадьбе. Они поженились в приходской церкви Хейфилда в 1895 году, Ханна была одета в серое платье и такую же бархатную шляпу. В 1896 году она родила сына, Фрэнка Гиббона Митчелла. Из-за трудностей при родах и нежелания воспитывать детей в нищете Митчелл решила отказаться от деторождения. Они с мужем согласились использовать противозачаточные средства и больше не имели детей. Но помимо собственного сына, Митчеллы воспитывали ещё и сироту-племянницу.
Вскоре Митчелл обнаружила, что разочаровалась в браке. Хотя её муж первоначально согласился с просьбой о равном разделении труда в их семье, она обнаружила, что реальность не вполне соответствует этому идеалу. Она продолжала работать швеёй, чтобы пополнить скудный заработок Гиббона, а все остальное время была занята домашними делами. Как и другие женщины в социалистическом движении, Митчелл изо всех сил старалась убедить мужчин-социалистов в важности феминистских проблем.
Супруги переехали в Ньюхолл, графство Дербишир, где помогали социалистам оплачивать зал для собраний, и ораторы часто размещались у семьи Митчелл. В 1900 году они переехали в Астон-андер-лайн, недалеко от Манчестера, где Гиббон работал в портняжном отделе кооперативного магазина. Ханна Митчелл начала активную публичую деятельность, выступая на заседаниях Независимой Рабочей партии (ILP). В 1904 году она была назначена партией в Попечительский совет, осуществляющий надзор за соблюдением закона о бедных в их городе.

### Роль в движении суфражисток
Митчелл присоединилась к Женскому социально-политическому союзу (WSPU) Эммелин и Кристабель Панкхёрст и работала на полставки организатором его мероприятий. Хотя изначально Митчелл не была согласна со всеми идеями WSPU, например, введение «имущественного ценза» казалось ей нериемлемым, так как противоречило её твердому убеждению, что избирательное право должно быть равноправным для всех граждан. Но, после выступления Энни Кенни на рынке Сталибридж, она отметила её мысль о том, что большинство скорее бы поддержало получение голосов для всех мужчин, что заставило бы женщин ждать ещё дольше, чтобы получить своё право голосовать. Митчелл также стала гастролировать по стране, включая рабочие деревни в долине Колн, выступая с речами, и «не испытывала никаких трудностей», в том числе «общаясь с хеклингами», когда она агитировала за избирательное право женщин на выборах.
В 1905 году Митчелл присоединилась к Эммелин Панкхёрст, Энни Кенни, Кейру Харди, Терезе Биллингтон и миссис Элми у ворот тюрьмы, когда Кристабель Панкхёрст была освобождена после недельного тюремного заключения за первое нападение на полицейского. Она также вместе со 150 женщинами, в октябре 1905 года пыталась ворваться в Палату общин, и ей и еще 19-ти суфражисткам это удалось. Вместе с Луи Куллен Митчелл спрятала в своей одежде плакат Голоса для женщин. Когда они узнали, что премьер-министр Генри Кэмпбелл-Баннерман не представил законопроект о женском избирательном праве, а лидеров суфражисток задержала полиция, Мэри Готорп встала на стул, чтобы произнести речь, а Куллен и Митчелл подняли вверх свои «знамёна», которые тут же разорвала полиция. Она была потрясена грубым обращением с миссис Панкхёрст и тем, что члены парламента быстро пришли на это посмотреть и «большинство из них громко хохотало». Митчелл тогда участвовала в предвыборной кампании в Хаддерсфилде, где «йоркширские женщины услышали призыв и последовали за нами сотнями». Митчелл также была связана с ливерпульским филиалом, основанным Элис Морриссей. В 1907 году у Митчелл случился нервный срыв, который её лечащий врач списал на переутомление и недоедание. Пока она выздоравливала, Шарлотт Деспард навещала её и покупала еду. В своей автобиографии Митчелл упомянула о боли, которую испытывала, когда никто из Панкхёрстов не связывался с ней во время её болезни. В 1908 году она покинула WSPU и присоединилась к новой Женской лиге свободы, возглавляемой Деспард.
Во время Первой мировой войны Митчелл поддерживала пацифистское движение, выступая добровольцем в таких организациях, как Нет сообществу рекрутов и Международная Лига женщин. В 1918 году она снова начала работать в Независимой рабочей партии, и в 1924 году её назначили членом городского совета Манчестера. Там она проработала до 1935 года. Она стала мировым судьёй в 1926 году и занимала эту должность в течение следующих 20 лет.

### Дальнейшая деятельность
9 мая 1939 года Митчелл помогла организовать встречу 40 бывших суфражисток в Манчестере. Ближе к концу Второй мировой войны она начала работать над своей автобиографией, которая осталась неопубликованной при жизни. После войны она начала писать для Northern Voice и Manchester City News. В последние годы своей жизни Ханна жила в Ньютон-Хит. На доме 18 по Ингхэм-стрит, где она написала свою автобиографию Трудный путь наверх, висит синяя табличка, посвященная ей.
Митчелл умерла 22 октября 1956 года у себя дома в Манчестере. Трудный путь наверх, автобиография Ханны Митчелл, суфражистки и бунтарки, была отредактирована её внуком и опубликована в 1968 году. Кроме того, наружную стену дома, в котором она жила со своей семьёй в Эштон-андер-Лайн между 1900 и 1910 годами, также украшает посвященная ей синяя табличка.

## Фонд Ханны Митчелл
В 2012 году был создан Фонд Ханны Митчелл — форум для развития децентрализованного правительства на севере Англии. Название было выбрано «в память о выдающейся северной социалистке, феминистке и кооператоре, которая гордилась своими корнями рабочего класса и владела культурной, а также политической проницательностью».